# Guillaume Félix Alphonse Marey-Monge
Pour les articles homonymes, voir Marey (homonymie) et Monge.
Guillaume Félix Alphonse Marey-Monge (Pommard, Côte-d'Or, 30 août 1818 - Pommard, 28 mai 1877), est un homme politique français du XIXe siècle. 
Petit-fils de Gaspard Monge, il est député de la Côte-d'Or au Corps législatif (Second Empire).

## Biographie
Sixième fils du conventionnel Nicolas-Joseph Marey et de la fille de Gaspard Monge, Guillaume Félix Alphonse entra au ministère des Affaires étrangères, en 1843, dans les consulats, fut attaché puis secrétaire d'ambassade aux États-Unis, et envoyé en mission en Chine avec M. de Jancigny en 1841, et avec M. de Lagrené en 1843.
Ce fut lui qui rapporta au gouvernement français la convention qui ouvrait les ports chinois au commerce français. Il reçut alors la croix de chevalier de la Légion d'honneur (juillet 1845).
Partisan de la dynastie napoléonienne, conseiller d'arrondissement, puis conseiller général du canton de Gevrey en 1861, il fut, à l'élection du 18 août 1861, motivée par le décès de M. Ouvrard, le candidat du gouvernement dans la 2e circonscription de la Côte-d'Or, et fut élu député, contre M. Auguste Boullenot.
Réélu, le 4 juin 1863, contre M. Pelletan, candidat de l'opposition ; et, le 24 mai 1869, contre M. Joigneaux, ancien représentant, candidat de l'opposition, M. Marey-Monge siégea dans la majorité dynastique jusqu'à la « révolution du 4 septembre 1870 ». 
À la chute de l'Empire il se retira dans ses terres, et reste éloigné de la scène politique.
Marey-Monge a été également maire de Pommard[réf. à confirmer], et l'« auteur d'un travail inédit, très précieux, sur le Céleste Empire ».

## Union et postérité
- Sixième fils de Nicolas-Joseph Marey (22 novembre 1760) - Nuits (province de Bourgogne, actuelle Côte-d'Or) † 9 décembre 1818 - Pommard, Côte-d'Or), député de la Côte-d'Or (suppléant) à la l'Assemblée législative et à la Convention nationale et de Émilie (1778 † 29 octobre 1867 - Pommard), aînée des quatre filles de Gaspard Monge (1746-1818), comte de Péluse et de Catherine Huart (1747-1846), Guillaume Félix Alphonse épousa Jeanne Noël Marie Delphine Le Mire (1825 † 1er avril 1910 - Dijon), dont il a :
  - Roger Marey-Monge, avocat ;
  - Berthe Marey-Monge (1847-1924), mariée avec Edmond Détourbet (1840-1926), dont postérité ;

## Distinctions
- Légion d'honneur[10] :
  - Chevalier (juillet 1845), puis,
  - Officier de la Légion d'honneur (4 août 1867).

## Armoiries
| Figure | Blasonnement |
|        | Armes de la famille Marey D'azur, à un mât de vaisseau d'or, avec ses cordages, accosté de deux raies du même. Armes parlantes (mât + raie = Marey ). |